# Hornická kulturní krajina Krupka
Hornická kulturní krajina Krupka je část krajinného celku v Krušných horách, která byla Ministerstvem kultury České republiky v souladu se zákonem o státní památkové péči prohlášena za krajinnou památkovou zónu opatřením ze dne 21. ledna 2014, které nabylo účinnosti 7. února 2014. Památkově chráněná zóna zaujímá rozlohu 790 ha na katastrálním území města Krupka v okrese Teplice v Ústeckém kraji. Hornická kulturní krajina Krupka byla součástí česko-německého projektu Hornický region Erzgebirge/Krušnohoří, jehož cílem byl zápis krušnohorského montánního regionu na seznam Světového dědictví UNESCO, k čemuž došlo v roce 2019.

## Geografická poloha

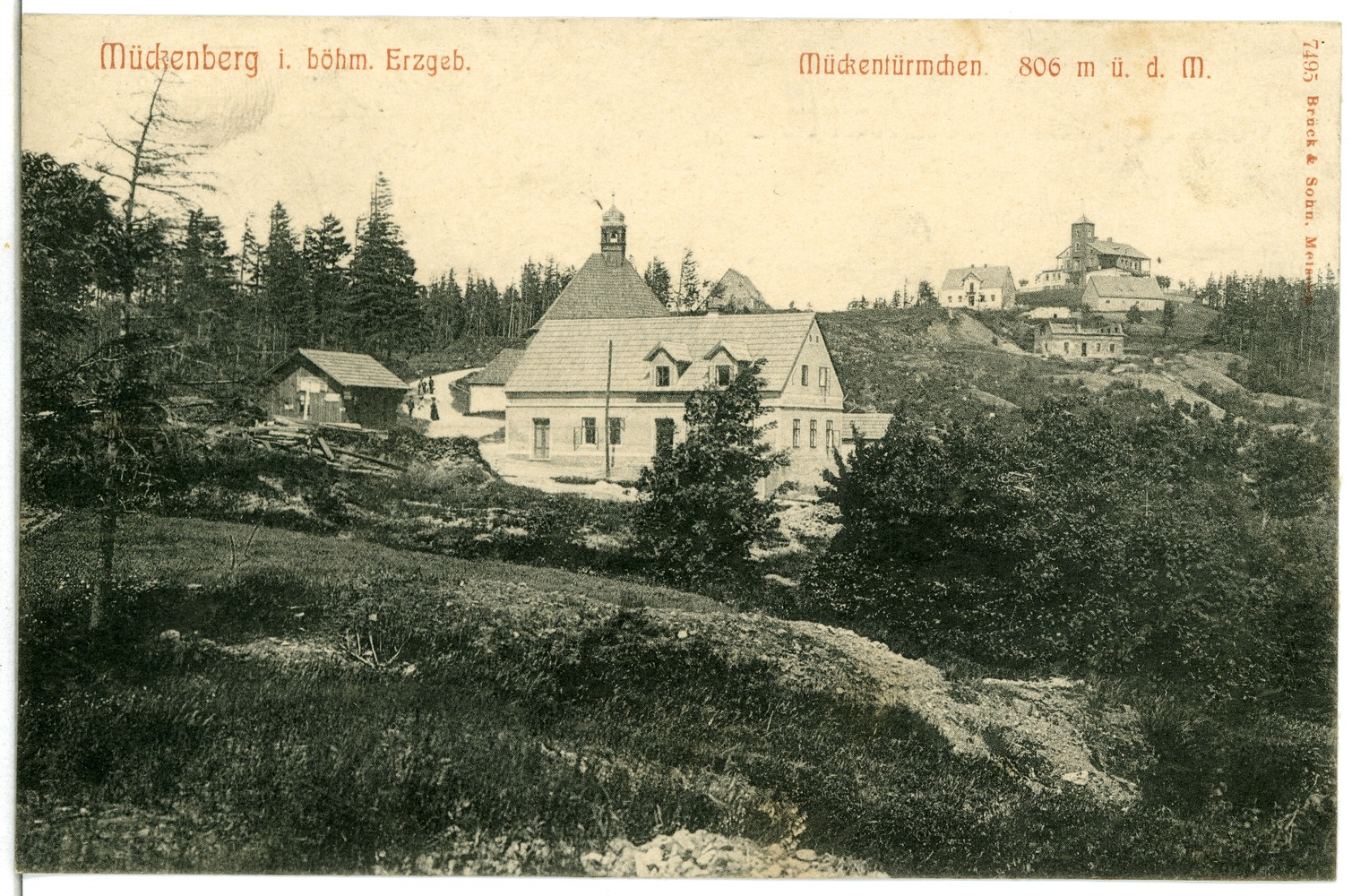
Komáří hůrka s kaplí a horským hotelem na pohlednici z roku 1906

Z geomorfologického hlediska leží Hornická kulturní krajina Krupka v geomorfologickém okrsku Cínovecká hornatina ve východní části Krušných hor, okrajově též zasahuje do Chabařovické pánve, která je součástí Mostecké pánve. Památková zóna zahrnuje území města Krupky na sever od železniční trati Děčín – Oldřichov u Duchcova v nadmořské výšce od 284 metrů až po 807 metrů (Komáří hůrka).
Na západě dosahuje k vrcholu Loupežník, pod nímž se nachází bývalá štola č. 4 v revíru Günther. Na severu v prostoru hlavního hřebene Krušných horu u Komáří hůrky chráněné území vybíhá směrem k Fojtovicím na Fojtovickou pláň, na východě pak dosahuje k Unčínskému potoku pod hradem Kyšperk. Nejrozsáhlejším důlním revírem krupské oblasti byl revír Knötel v oblasti severně od Krupky.

## Předmět ochrany
Hornická kulturní krajina Krupka představuje významný soubor montánních památek evropského významu. Jedná se o jeden z nejstarších rudných revírů v Českých zemích, jehož počátky sahají do 13. století. Již v době bronzové se z naplavenin na území dnešního města Krupky získával cín. Od 19. století se zde kromě cínu a mědi dobýval i wolfram, molybden, bismut, draselný živec a fluorit.

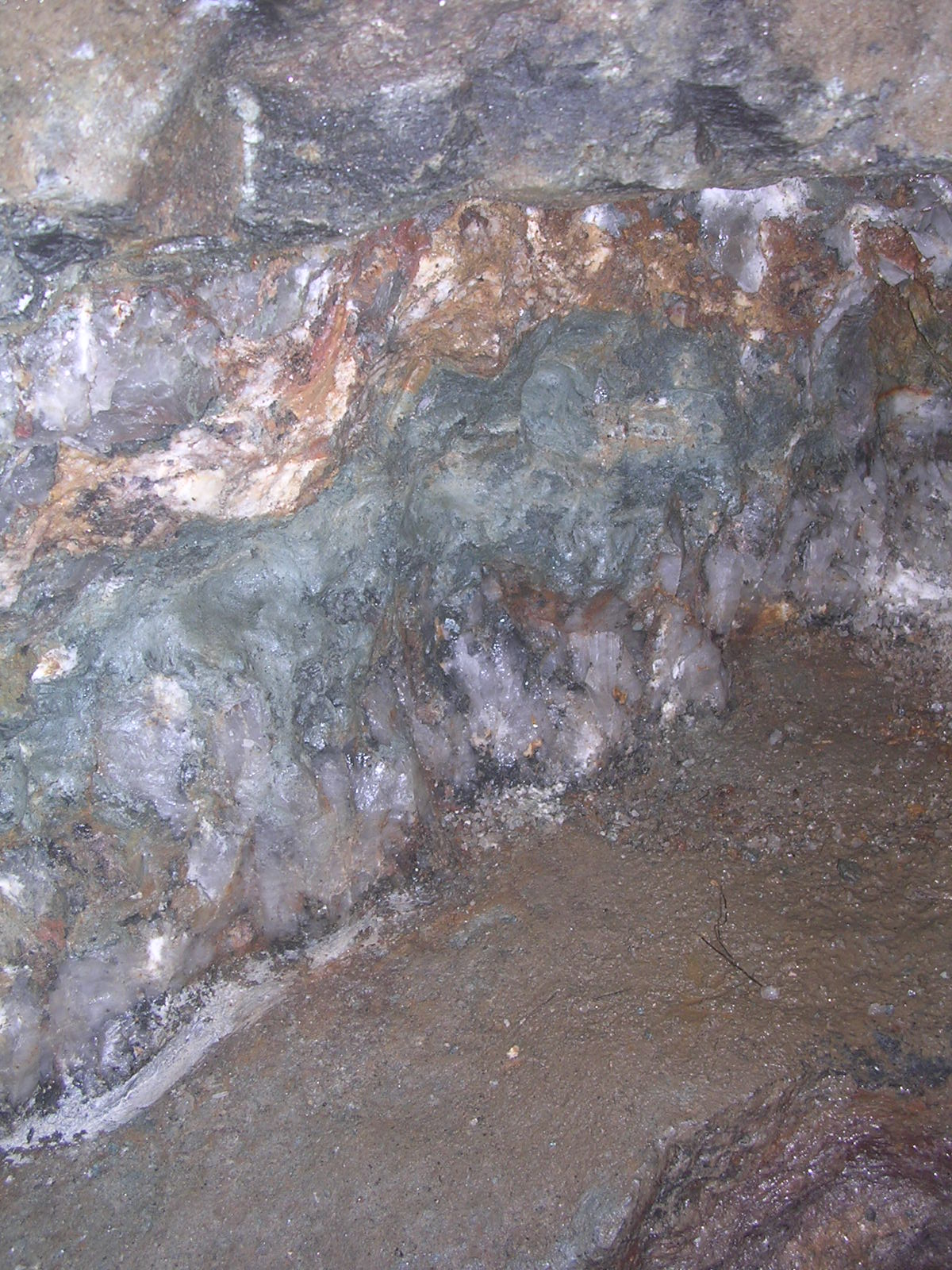
Rudní žíla ve štole Starý Martin

Předmětem ochrany je krajina se starými důlními díly včetně štol, pinek, sejpů, hald a propadlin. Velká pinka na Komáří hůrce dosahuje hloubky až 75 metrů. Ochrana se vztahuje rovněž na architekturu, vzniklou v souvislosti s montánní činností ve městě a v přilehlém okolí. Historické jádro horního města Krupky si uchovalo středověkou urbanistickou strukturu s umělecky hodnotnými sakrálními stavbami a měšťanskými domy středověkého či renesančního původu. Lze jmenovat například gotický kostel Nanebevzetí Panny Marie se zvonicí a barokní farou, gotický špitální kostel sv. Ducha, renesanční hřbitovní kostel sv. Anny, pozůstatky hradu ze 14. století, který byl později využíván jako sídlo báňského úřadu, měšťanské domy, bývalou mýtnici a kovárnu.
Na území Horní Krupky poblíž vrcholu Komáří hůrky stojí hornická kaple sv. Wolfganga z konce 17. století. Na území se nachází částečně zpřístupněná štola Starý Martin s nejdelší žílou cínové rudy ve střední Evropě a stará hornická stezka, která vedla z Krupky do Horní Krupky.

## Krušnohorské krajinné památkové zóny
Kromě Hornické kulturní krajiny Krupka byly v roce 2014 za krajinné památkové zóny v oblasti Krušných hor ještě prohlášeny Hornická kulturní krajina Jáchymov a Hornická kulturní krajina Abertamy – Horní Blatná – Boží Dar v Karlovarském kraji a rovněž Hornická kulturní krajina Háj – Kovářská – Mědník v Ústeckém kraji. Hlavním cílem vyhlášení těchto krajinných památkových zón je uchování obrazu těžby rud v oblasti Krušnohoří od 12. až do 20. století a zároveň také podpora udržitelného turismu a dalšího rozvoje uvedené oblasti.

## Světové dědictví UNESCO
Hornická krajina Krupka je jednou z pěti lokalit v Česku, které byly spolu s dalšími 17 oblastmi v Sasku zapsány pod souhrnným názvem Hornický region Erzgebirge/Krušnohoří 6. července 2019 na Seznam světového dědictví UNESCO.